# European Film Awards 2020
La cerimonia di premiazione della 33ª edizione degli European Film Awards si è tenuta tra l'8 ed il 12 dicembre 2020. A causa della pandemia di COVID-19 questa edizione, che doveva svolgersi a Reykjavík, si è svolta tramite eventi online nel corso di vari giorni.
I candidati delle categorie principali sono stati annunciati il 10 novembre 2020.

## Vincitori e candidati
I vincitori sono indicati in grassetto, a seguire gli altri candidati.
 Miglior film 
- Un altro giro (Druk), regia di Thomas Vinterberg ( Danimarca/ Svezia/ Paesi Bassi)
- Berlin Alexanderplatz, regia di Burhan Qurbani ( Germania/ Paesi Bassi)
- Corpus Christi (Boże Ciało), regia di Jan Komasa ( Polonia/ Francia)
- Martin Eden, regia di Pietro Marcello ( Italia/ Francia)
- Nabarvené ptáče, regia di Václav Marhoul ( Rep. Ceca/ Slovacchia/ Ucraina)
- Undine - Un amore per sempre (Undine), regia di Christian Petzold ( Francia/ Germania)

 Miglior commedia 
- Un triomphe, regia di Emmanuel Courcol ( Francia)
- Ventajas de viajar en tren, regia di Aritz Moreno ( Spagna/ Francia)
- Teräsleidit, regia di Pamela Tola ( Finlandia)

 Miglior regista 
- Thomas Vinterberg - Un altro giro (Druk)
- Agnieszka Holland - Charlatan
- Jan Komasa - Corpus Christi (Boże Ciało)
- Pietro Marcello - Martin Eden
- François Ozon - Estate '85 (Été 85)
- Maria Sødahl - Håp

 Miglior attrice 
- Paula Beer - Undine - Un amore per sempre (Undine)
- Natalia Berezhnaya - DAU. Natasha
- Andrea Bræin Hovig - Håp
- Ane Dahl Torp - Charter
- Nina Hoss - Schwesterlein
- Marta Nieto - Madre

 Miglior attore 
- Mads Mikkelsen - Un altro giro (Druk)
- Bartosz Bielenia - Corpus Christi (Boże Ciało)
- Goran Bogdan - Otac
- Elio Germano - Volevo nascondermi
- Luca Marinelli - Martin Eden
- Viggo Mortensen - Falling

 Miglior sceneggiatura 
- Thomas Vinterberg e Tobias Lindholm - Un altro giro (Druk)
- Martin Behnke e Burhan Qurbani - Berlin Alexanderplatz
- Costa-Gavras - Adults in the Room
- Damiano e Fabio D'Innocenzo - Favolacce
- Pietro Marcello e Maurizio Braucci - Martin Eden
- Mateusz Pacewicz - Corpus Christi (Boże Ciało)

 Miglior fotografia 
- Matteo Cocco - Volevo nascondermi

 Miglior montaggio 
- Maria Fantastica Valmori - Il varco

 Miglior scenografia 
- Cristina Casali - La vita straordinaria di David Copperfield (The Personal History of David Copperfield)

 Migliori costumi 
- Ursula Patzak - Volevo nascondermi

 Miglior trucco 
- Yolanda Piña, Felix Terrero e Nacho Diaz - La trincea infinita (La trinchera infinita)

 Miglior colonna sonora 
- Dascha Dauenhauer - Berlin Alexanderplatz

 Miglior sonoro 
- Yolande Decarsin, Kristian Selin e Eidnes Andersen - Petite Fille

 Migliori effetti visivi 
- Iñaki Madariaga - Il buco (El hoyo)

 Miglior rivelazione - Prix Fassbinder 
- Sole, regia di Carlo Sironi (Italia/Polonia)
- Pun mjesec, regia di Nermin Hamzagic (Bosnia ed Erzegovina)
- Gagarine - Proteggi ciò che ami, regia di Fanny Liatard e Jérémy Trouilh (Francia)
- Instinct, regia di Halina Reijn (Paesi Bassi)
- Izaokas, regia di Jurgis Matulevicius (Lituania)
- Jumbo, regia di Zoé Wittock (Francia/Belgio/Lussemburgo)

 Miglior documentario 
- Collective (Colectiv), regia di Alexander Nanau (Romania/Lussemburgo)
- Acasa, My Home, regia di Radu Ciorniciuc (Romania/Germania/Finlandia)
- Gunda, regia di Viktor Kosakovskiy (Norvegia/USA)
- Petite fille, regia di Sébastien Lifshitz (Francia)
- Saudi Runaway, regia di Susanne Regina Meures (Svizzera)
- The Cave, regia di Feras Fayyad (Danimarca/Germania/Francia/Regno Unito/USA/Qatar)

 Miglior film d'animazione 
- Josep, regia di Aurel ( Francia/ Belgio/ Spagna)
- Calamity, une enfance de Martha Jane Cannary, regia di Rémi Chayé ( Francia)
- Klaus - I segreti del Natale (Klaus), regia di Sergio Pablos ( Spagna)
- The Nose or the Conspiracy of Mavericks (Nos, ili Zagovor Netakih), regia di Andrey Khrzhanovskiy ( Russia)

 Miglior cortometraggio 
- Nachts sind alle Katzen grau, regia di Lasse Linder (Svizzera)
- Genius Loci, regia di Adrien Merigeau (Francia)
- Past Perfect, regia di Jorge Jácome (Portogallo)
- Sun Dog, regia di Dorian Jespers (Belgio/Russia)
- Tio Tomás, A Contabilidade Dos Dias, regia di Regina Pessoa (Portogallo/Francia/Canada)

 European University Film Award 
- Saudi Runaway, regia di Susanne Regina Meures (Svizzera)
- Un altro giro (Druk), regia di Thomas Vinterberg (Danimarca/Svezia/Paesi Bassi)
- Berlin Alexanderplatz, regia di Burhan Qurbani (Germania/Paesi Bassi)
- Corpus Christi (Boże Ciało), regia di Jan Komasa (Polonia/Francia)
- Slalom, regia di Charlène Favier (Francia)

 Premio del pubblico 
- Collective (Colectiv), regia di Alexander Nanau (Romania/Lussemburgo)
- Un altro giro (Druk), regia di Thomas Vinterberg (Danimarca/Paesi Bassi/Svezia)
- Corpus Christi (Boże Ciało), regia di Jan Komasa (Polonia/Francia)

 Young Audience Award 
- Mio fratello rincorre i dinosauri, regia di Stefano Cipani (Italia/Spagna)
- Mijn bijzonder rare week met Tess, regia di Steven Wouterlood (Paesi Bassi/Germania)
- Rocca verändert die Welt, regia di Katja Benrath (Germania)

 Premio alla carriera 
- non assegnato

 Miglior contributo europeo al cinema mondiale 
- non assegnato

 Miglior co-produttore europeo 
- Luís Urbano

 Miglior narrazione innovativa 
- Mark Cousins per Women Make Film: A New Road Movie Through Cinema